# Simulium kamimurai
Simulium kamimurai är en tvåvingeart som beskrevs av Takaoka 2003. Simulium kamimurai ingår i släktet Simulium och familjen knott. Inga underarter finns listade i Catalogue of Life.